# Бельетаж
Бельета́ж (фр. bel — «прекрасний» та étage — «поверх») — перший ярус лож над бенуаром або партером у театральному залі.

## В архітектурі
В архітектурі бельетаж чи п'яно нобіле (італ. piano nobile — «шляхетний поверх») — найкращий, здебільшого другий, поверх будинку, звичайно палацу чи особняка; приміщення бельетажу мають більші розміри і пишніше опорядження. На фасаді він виділяється великими вікнами, фільонками, пілястрами тощо.